# Пищики (Дубровенский район)
Пищики (бел. Пі́шчыкі) — деревня в Дубровенском районе Витебской области Республики Беларусь. Входит в состав Добрынского сельсовета.

## География
Ближайшие населённые пункты Бородино, Вечерино, Глебово, Сватошицы и др.

## История
В 1910 году в Сватошицкой волости Горецкого уезда Могилёвской губернии.
До 17 июля 1964 года деревня входила в состав Малабаховского сельсовета.

## Население

### Численность
- 2019 год — 12 человек

### Динамика
- 1857 год — 169 человек[4]
- 1897 год — 333 человек, 54 хаты, школа
- 1910 год — 56 дворов, 166 муж., 188 жен.[2]
- 1999 год — 65 человек (перепись населения)
- 2009 года — 29 человек (перепись населения)[2]
- 2019 год — 12 человек (перепись населения)

## Улицы
- Луговая
- Переулок Луговой

## Известные лица
- Груцо, Алексей Петрович (*09.05.1924, Пищики — †27.02.2017, Минск) — белорусский языковед, доктор филологических наук, профессор.